# Діскавері (шатл)
38°54′41″ пн. ш. 77°26′43″ зх. д. / 38.911371944444° пн. ш. 77.445223888889° зх. д.

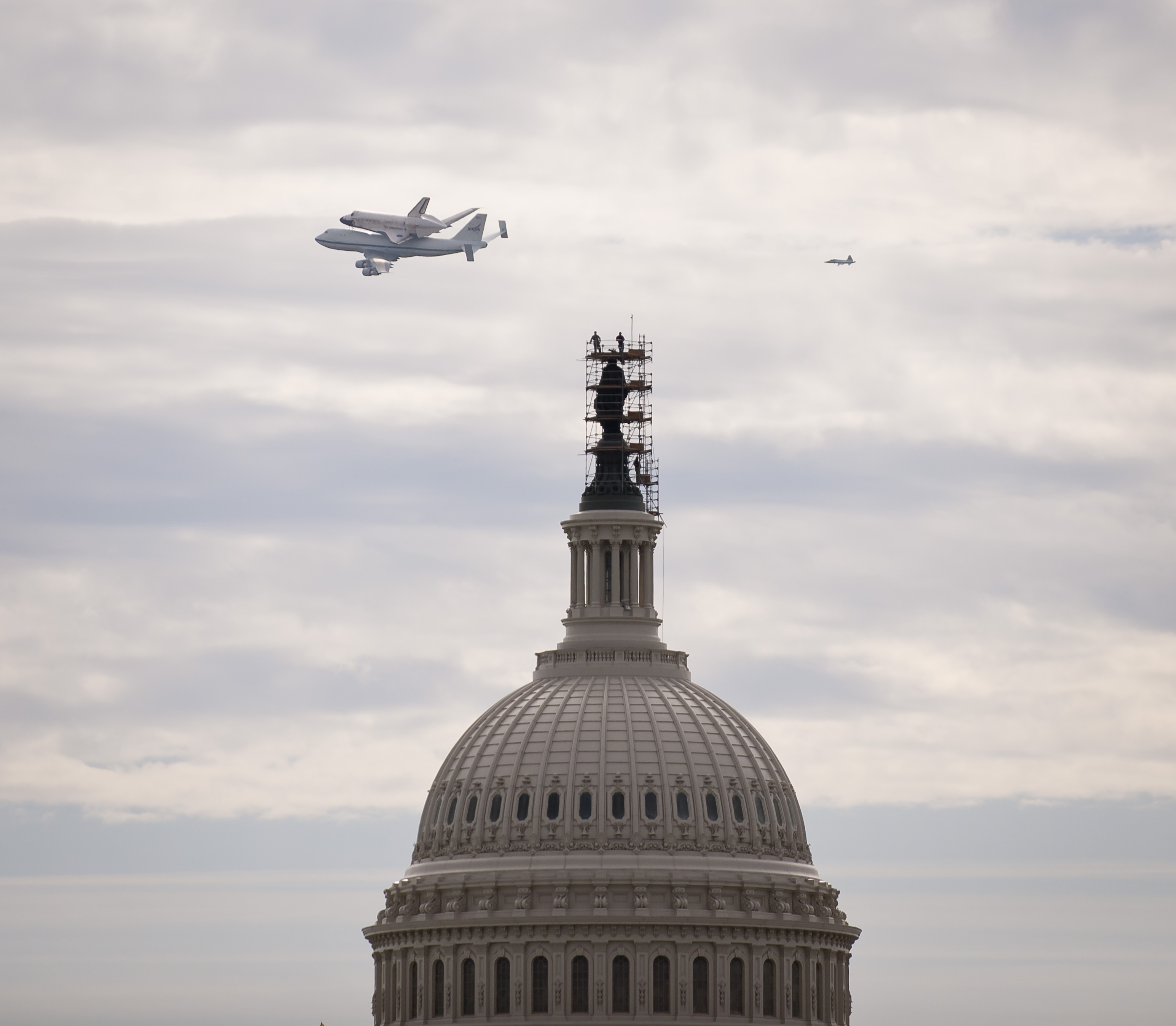
«Діскавері» над Капітолієм (останній політ)

Космічний човник «Діскавері» (Orbiter Vehicle Designation: OV-103) — один із орбітальних апаратів серед космічних човників NASA: працював з моменту створення 30 серпня 1984 року (перша місія STS-41-D) до останньої місії STS-133 9 березня 2011. «Діскавері» здійснив 39 успішних польотів і 27 років використовувався: цим чином космічний човник «Діскавері» став лідером серед орбітальних апаратів NASA. «Діскавері» є третім орбітальним кораблем NASA — йому передували «Колумбія» (англ. Columbia) та «Чалленджер» (англ. Challenger). Остання посадка «Діскавері»: 9 березня 2011 року о 10:57:17 CST у Космічному центрі ім. Кеннеді (англ. Kennedy Space Center), провівши до цього 365 днів у відкритому космосі та встановивши цим світовий рекорд для космічних кораблів.
«Діскавері» використовувався для досліджень та для місій по збиранню Міжнародної космічної станції. Цей човник транспортував телескоп Хаббл та його додаткові частини.
«Діскавері» — перший космічний човник NASA, який пережив останній запуск (на відміну від човника «Чалленджер») та останнє приземлення (на відміну від «Колумбії»). Це також перший орбітальний апарат, що був знятий з обслуговування. Новіші космічні човники — Атлантіс та Endeavour — теж зняті з обслуговування після завершення їх останніх місій, а саме STS-134 для Endeavour та STS-135 для «Атлантіс».

## Історія
Космічний човник отримав свою назву від британських кораблів-дослідників, що називалися Діскавері (Discovery). Одним з кораблів HMS Discovery командував капітан Джеймс Кук під час своєї третьої і останньої подорожі у 1776—1779 роках.
«Діскавері» — шатл, який доставив Хаббл на орбіту. Друга та третя сервісні місії для Хаббла також були здійснені Діскавері. Він також запустив Уліс і три супутники TDRS. «Діскавері» двічі повернено до польотів: уперше у 1988, після катастрофи човника Challenger у 1986 році; вдруге для подвійної місії у липні 2005 та липні 2006 після катастрофи човника Колумбія у 2003 році.
Діскавері також доставляв космонавта Джона Ґлена, якому на той час було 77 років, в рамках проекту Меркурій, назад в космос під час місії STS-95 29 жовтня 1988 року. Джон Ґлен став найстарішою людиною, яка побувала в космосі.
Якби запланована місія STS-62-A 1986 року з авіабази у Вандербергу відбулася, Діскавері був би човником, який би її здійснював.
Діскавері приземлився, після виконання останньої місії STS-133 9 березня 2011 року в Космічному центрі Кеннеді, Флорида, і буде демонструватися в Смітсонівському інституті.

## Галерея
|                                                    |                                                                                |                                        |                                                      |
| Місія STS-41-D, перший старт Discovery.            | STS-121, стартувала на День Незалежності, перший і єдиний старт шатла 4 липня. | STS-119 зранку 11 березня 2009 року.   | Діскавері на Boeing 747-му.                          |
|                                                    |                                                                                |                                        |                                                      |
| Діскавері виконує маневр перед стикуванням із МКС. | Space Shuttle Діскавері відразу після приземлення.                             | Модифікований Boeing 747 із Discovery. | Остання посадка Діскавері (місія STS-133), 2011 рік. |

### Відзнаки місій
| NASA Orbiter Tribute for Space Shuttle Discovery | NASA Orbiter Tribute for Space Shuttle Discovery | NASA Orbiter Tribute for Space Shuttle Discovery | NASA Orbiter Tribute for Space Shuttle Discovery | NASA Orbiter Tribute for Space Shuttle Discovery | NASA Orbiter Tribute for Space Shuttle Discovery | NASA Orbiter Tribute for Space Shuttle Discovery | NASA Orbiter Tribute for Space Shuttle Discovery |
| Відзнаки NASA місій човника Дискавері            | Відзнаки NASA місій човника Дискавері            | Відзнаки NASA місій човника Дискавері            | Відзнаки NASA місій човника Дискавері            | Відзнаки NASA місій човника Дискавері            | Відзнаки NASA місій човника Дискавері            | Відзнаки NASA місій човника Дискавері            | Відзнаки NASA місій човника Дискавері            |
| ------------------------------------------------ | ------------------------------------------------ | ------------------------------------------------ | ------------------------------------------------ | ------------------------------------------------ | ------------------------------------------------ | ------------------------------------------------ | ------------------------------------------------ |
|                                                  |                                                  |                                                  |                                                  |                                                  |                                                  |                                                  |                                                  |
| STS-41-D                                         | STS-51-A                                         | STS-51-C                                         | STS-51-D                                         | STS-51-G                                         | STS-51-I                                         | STS-26                                           | STS-29                                           |
|                                                  |                                                  |                                                  |                                                  |                                                  |                                                  |                                                  |                                                  |
| STS-33                                           | STS-31                                           | STS-41                                           | STS-39                                           | STS-48                                           | STS-42                                           | STS-53                                           | STS-56                                           |
|                                                  |                                                  |                                                  |                                                  |                                                  |                                                  |                                                  |                                                  |
| STS-51                                           | STS-60                                           | STS-64                                           | STS-63                                           | STS-70                                           | STS-82                                           | STS-85                                           | STS-91                                           |
|                                                  |                                                  |                                                  |                                                  |                                                  |                                                  |                                                  |                                                  |
| STS-95                                           | STS-96                                           | STS-103                                          | STS-92                                           | STS-102                                          | STS-105                                          | STS-114                                          | STS-121                                          |
|                                                  |                                                  |                                                  |                                                  |                                                  |                                                  |                                                  |                                                  |
| STS-116                                          | STS-120                                          | STS-124                                          | STS-119                                          | STS-128                                          | STS-131                                          | STS-133                                          |                                                  |